# 格瑞戈里·波朗柯
格瑞戈里·波朗柯·萊納瑞斯（英語：Gregory Polanco Linares，1991年9月14日—），綽號「咖啡」，為美國職棒大聯盟多明尼加籍的外野手，目前效力於日職，先前曾效力過匹茲堡海盜。

## 職業生涯

### 匹茲堡海盜
2014年6月9日，因為二壘手Neil Walker受傷，因此波朗柯被登錄進球隊名單內。他在隔天登上大聯盟，他在初登板就擊出大聯盟首安，而且最後順利回本壘得分。6月11日，波朗柯打出生涯首分打點。6月13日，波朗柯擊出大聯盟首轟。他在大聯盟生涯前7場比賽都擊出安打，成為球隊繼1955年的羅伯托·克萊門特後隊史第一人。最後他將紀錄推進至8場，成為隊史第一的紀錄。不過該年波朗柯的打擊呈現開高走低的趨勢，他在8月25日被下放至3A。
2016年4月5日，波朗柯與球隊簽下3500萬美元的延長合約。2017年5月17日，他因為左繩肌緊繃而進入傷兵名單。2018年9月12日，他因為肩膀脫臼而去動手術。
2021年，波朗柯的打擊率為2成08，並敲出11轟與36分打點。他在8月22日遭到指定讓渡，28日被球隊釋出。

### 多倫多藍鳥
2021年8月31日，波朗柯和藍鳥隊簽下小聯盟合約。

## 經典賽
2017年世界棒球經典賽，波朗柯代表多明尼加出賽。而他也入選該屆經典賽的全明星隊。

## 個人生活
波朗柯來自聖多明哥，他的父母都是警察。

## 外部連結
- 格瑞戈里·波朗柯在美國職棒（英语）
- 格瑞戈里·波朗柯在日本職棒（英语）
- 格瑞戈里·波朗柯在Baseball-Reference.com（大聯盟）（英语）
- 格瑞戈里·波朗柯在Baseball-Reference.com（小聯盟以及海外聯盟）（英语）
- 格瑞戈里·波朗柯在ESPN（MLB）（英语）
- 格瑞戈里·波朗柯在FanGraphs.com（英语）
- 格瑞戈里·波朗柯在The Baseball Cube（英语）
- 格瑞戈里·波朗柯的X（前Twitter）
- 格瑞戈里·波朗柯的Instagram帳戶